# Apnenik pri Velikem Trnu
Apnenik pri Velikem Trnu – wieś w Słowenii, w gminie Krško. W 2018 roku liczyła 46 mieszkańców.